# Megaselia scabra
Megaselia scabra är en tvåvingeart som beskrevs av Schmitz 1926. Megaselia scabra ingår i släktet Megaselia och familjen puckelflugor.
Artens utbredningsområde är Taiwan. Inga underarter finns listade i Catalogue of Life.